# مايلز ماكفيرسون
مايلز ماكفيرسون (بالإنجليزية: Miles McPherson)‏ هو لاعب كرة قدم أمريكية أمريكي، ولد في 1960 في كوينز في الولايات المتحدة.

## وصلات خارجية
- الموقع الرسمي
- مايلز ماكفيرسون على موقع مرجع كرة القدم المحترفة.كوم (الإنجليزية)